# أي قلب بشري (رواية)
أي قلب بشري (بالإنجليزية: Any Human Heart)‏ هي رواية للكاتب البريطاني ويليام بويد، نشرت عام 2002، عن دار نشر هاميش هاملتون.